# Filistatidae
Filistatidae Ausserer, 1867 è una famiglia di ragni appartenente all'infraordine Araneomorphae.

## Etimologia
Il nome deriva probabilmente dal greco φίλος, fìlos, cioè che ama, che preferisce e στατὸς, statòs, cioè fermo, stazionario, proprio perché rimane immobile all'interno della tana aspettando la preda, ed il suffisso -idae, che designa l'appartenenza ad una famiglia.

## Caratteristiche
I ragni appartenenti a questa famiglia posseggono un cribellum piuttosto primitivo, otto occhi raggruppati fittamente e le filiere in posizione alquanto avanzata sull'opistosoma; le femmine sono colorate di scuro e grandi fino a 20 millimetri, i maschi non superano i 10 millimetri e sono di colore marrone chiaro, con lunghe gambe e i palpi che sono posti proprio di fronte al carapace.
I maschi hanno anche una striscia scura sulla parte dorsale del carapace che li fa rassomigliare ai Loxosceles della famiglia Sicariidae.

## Comportamento
Costruiscono nel terreno ragnatele a forma di imbuto, dall'imboccatura abbastanza larga, estendendo la tela anche oltre l'imboccatura stessa per percepire l'arrivo della preda in anticipo.

## Distribuzione
Il genere Kukulcania è tipico dell'America centrale; il genere Filistata è a diffusione eurasiatica. Altri generi diffusi in Africa, in America meridionale e in Australia ne fanno una famiglia a diffusione pressoché cosmopolita.

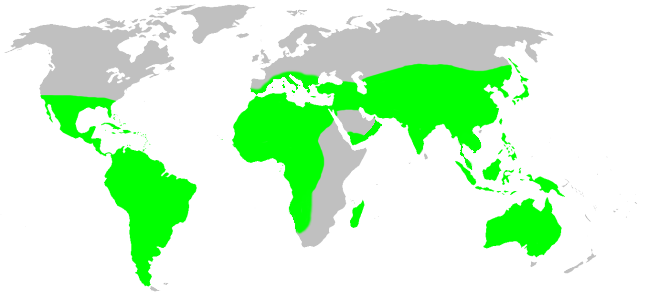
Filistatidae - distribuzione

## Tassonomia
Attualmente, a novembre 2020, si compone di 19 generi e 182 specie:. Per la suddivisione in sottofamiglie si segue la classificazione dell'entomologo Joel Hallan:
- Filistatinae Ausserer, 1867
  - Filistata Latreille, 1810 - Mediterraneo, Asia, Messico
  - Kukulcania Lehtinen, 1967 - America
  - Sahastata Benoit, 1968 - dal Mediterraneo all'India
  - Zaitunia Lehtinen, 1967 - Iran, Israele, Tagikistan, Uzbekistan
- Prithinae Gray, 1995
  - Afrofilistata Benoit, 1968 - Africa
  - Andoharano Lehtinen, 1967 - Madagascar
  - Filistatinella Gertsch & Ivie, 1936 - USA
  - Filistatoides O. P-Cambridge, 1899 - Guatemala, Cuba, Cile
  - Lihuelistata Ramírez & Grismado, 1997 - Argentina
  - Misionella Ramírez & Grismado, 1997 - Brasile, Argentina
  - Pikelinia Mello-Leitão, 1946 - Argentina, Colombia, Isole Galapagos
  - Pritha Lehtinen, 1967 - Asia, Mediterraneo, Nuova Guinea
  - Wandella Gray, 1994 - Australia
  - Yardiella Gray, 1994 - Australia
- incertae sedis
  - Antilloides Brescovit, Sánchez-Ruiz & Alayón, 2016 - Cuba, Repubblica Dominicana, isole Vergini, Puerto Rico
  - Microfilistata Zonstein, 1990 - Tagikistan
  - Pholcoides Roemer, 1960 - Afghanistan
  - Tricalamus Wang, 1987 - Cina